# サイプロダクション
株式会社サイプロダクション（SaiProduction Co.,Ltd.）は、日本の芸能事務所。東京都港区赤坂に本社がある。
1997年（平成9年）1月14日に設立。主に俳優のマネジメント業務を請け負う。なお、過去には劇場映画も製作していた。
2012年（平成24年）に本社を現在地の港区赤坂に移転し、ホームページもリニューアルされた。

## 所属タレント
- 藤巻潤
- 中島ゆたか
- 衣笠拳次
- 野中りえ

## 過去の所属タレント
- 山城新伍
- 地井武男
- 加藤善博
- 曽根晴美
- 和泉宗兵
- 田中美奈子
- 林美穂
- 吉永翔（現：鳳恵弥）

## 製作映画
- 本日またまた休診なり（山城新伍監督・主演）[2]